# ADCCP
ADCCP, Advanced Data Communication Control Procedures (též Advanced Data Communication Control Protocol) je standard X3.66 organizace ANSI odvozený z protokolu SDLC firmy IBM. ADCCP je funkčně ekvivalentní s ISO standardem HDLC a je z něj odvozen ITU-T/CCITT protokol LAPB. ADCCP je bitově orientovaný protokol linkové vrstvy používaný pro přenosy datových rámců na dvoubodových a vícebodových spojích. ADCCP zahrnuje detekci a opravu chyb a má 3 hlavní režimy:
- NRM (režim normální odezvy vycházející z SDLC)
- ABM (asynchronní vyvážený režim HDLC)
- ARM (režim asynchronní odezvy)